# Bumble Bee Slim
Bumble Bee Slim (* 7. Mai 1905 in Brunswick, Georgia; † 1968 in Los Angeles, Kalifornien), eigentlich Amos Easton, war ein US-amerikanischer Blues-Gitarrist, Sänger und Songschreiber, einer der erfolgreichsten Blues-Musiker der 1930er Jahre und früher Vertreter des Chicago Blues.

## Leben und Wirken
Easton musste früh arbeiten. Nach einer unruhigen Jugend, zeitweise bei einem Zirkus, kam er 1928 nach Indianapolis, wo er Leroy Carr kennenlernte, der mit Scrapper Blackwell das angesagteste Blues-Duo der Zeit bildete. Easton trat unter dem Namen Bumble Bee Slim auf. 1931 machte er in Chicago seine erste Aufnahme Chain Gang Bound. Im Jahr darauf hatte er mit B&O Blues einen Hit.
Zwischen 1934 und 1937 nahm Bumble Bee Slim über 150 Titel auf, wobei er von so bekannten Musikern wie Big Bill Broonzy, Memphis Minnie und Peetie Wheatstraw begleitet wurde.
1937 kehrte Slim nach Georgia zurück. Anfang der 1940er Jahre ging er nach Los Angeles, wo er hoffte, im Filmgeschäft Fuß fassen zu können. Bald wandte er sich wieder dem Blues zu. Er nahm noch einige Alben auf und trat bis zu seinem Tod in der Gegend um Los Angeles auf, konnte jedoch nicht mehr an seine früheren Erfolge anschließen.
Bumble Bee Slim starb vermutlich 1968.

## Bibliografie
- Paul Oliver: Bee's Back in Town: Bumble Bee Slim In: Ders. Blues Off the Record New York: Hippocrene Books, 1984
- Jerry Zolten: The Rough Rugged Road of Bumble Bee Slim Living Blues 135 (September/October 1997): 42–45.

## Diskografie
- Bumble Bee Slim: Complete Recorded Works Vol. 1–9